# یوتی‌سی ۱۰:۳۰-
هم‌اکنون زمان‌بندی گرینویچ منفی ۱۰:۳۰- (به انگلیسی: UTC−10:30) برای اندازه‌گیری زمان کاربرد دارد.
منطقه زمانی (به انگلیسی: UTC−10:30) هاوائی از سال‌های ۱۹۰۰ تا ۱۹۴۷ میلادی استفاده می‌کرد بعد از آن ساعت‌ها به GMT−10:00 تغییر یافت.

## واقعه تاریخی
حمله به پرل هاربر در تاریخ ۱۹۴۱ در ساعت ۷:۴۸ هفتم دسامبر به وقت هاوایی گزارش شد در حالی که همین گزارش به وقت ژاپن ساعت ۳:۱۸ هشتم دسامبر به وسیله کشتی کیدو بوتای ثبت گردید.